# Atanasi d'Alexandria
|  | Per a altres significats, vegeu «Sant Atanasi d'Alexandria». |

Atanasi d'Alexandria (en grec antic Άθανάσιος) fou un prevere de l'església d'Alexandria, fill d'Isidora, la germana de Ciril I d'Alexandria. Va ser deposat del seu càrrec i expulsat de la ciutat i d'Egipte pel bisbe Diòscor, que l'havia perseguit en diverses ocasions. Va fer un escrit contra aquest Diòscor, que va presentar al concili de Calcedònia el 451.